# Jan Albertsz van Dam

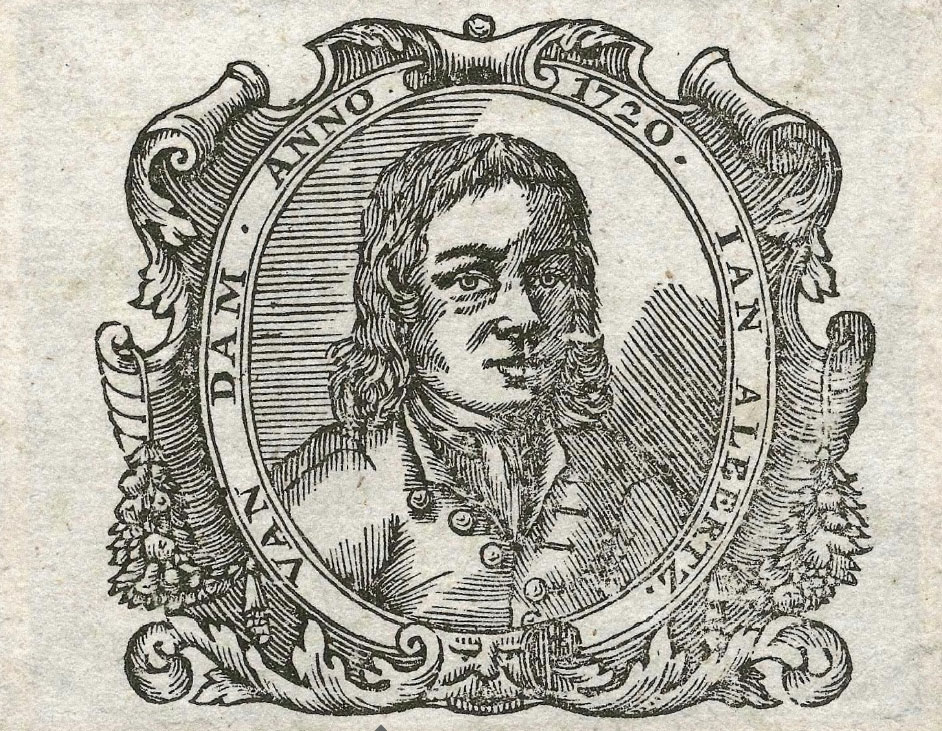
Jan Albertsz. van Dam (um 1720)

Jan Albertsz. van Dam (* um 1672 in Hoorn, Niederlande; † 10. Februar 1746 ebenda) war ein niederländischer Mathematiker, Astronom (er berechnete Almanache), Landvermesser, Lehrer und Dichter.

## Leben
Jan Albertsz. van Dam war Verwandter und Lehrling von Dirck Rembrantsz van Nierop, dessen Bücher er auch herausgab. Er übernahm eine Internatsschule in Hoorn von seinem Vater, in der Nautik unterrichtet wurde. Nach dem Tod seines Onkels Pieter Rembrantsz van Nierop 1708 war er einer seiner Erben und setzte dessen Arbeit an  Almanachen fort (und gab dessen alte Almanache weiter heraus). Diese waren anfangs nur Kalender, enthielten bald aber viele praktische Informationen wie Termine von Messen, Gezeitentabellen, Mondaufgänge und -untergänge, und auch Rätsel, Gedichte, Medizinisches und Astrologisches. Die Themen variierten je nach den Zielkunden. Er erhielt darauf auch 1709 eine offizielle Genehmigung, die später erneuert wurde, ihn aber nicht vollständig vor Plagiaten schützen konnte.  Ab 1730 war er Prüfer der Kammer von Hoorn für Steuermänner (Navigationsoffiziere) der Ostindienkompanie.
Im Jahre 1697 unterrichtete er auf Empfehlung von Nicolaes Witsen Zar Peter den Großen in Mathematik und Nautik, als dieser in Amsterdam war. Der Zar besuchte ihn 1717 nochmals in Hoorn.
Er war Mennonitenprediger.

## Werke
- 't Nieuw Stuurmans Graedboeck (1711)
- De nieuwe Hoornse Schatkamer ofte de Konst der Zeevaart, waar in het kort en klaar door vaste regelen geleerd word, al het geen een Stuurman ter Zee kennen moet, voor zoo ver de Theorie aangaa, mehrere Ausgaben zwischen 1708 und 1751, Loots, Van Keulen
- Hoogste watergetijde Rotterdam, Brielle en Goes (1714)
- Wiskonstige Rekening (1715)
- Gods bezoekinge over Nederland (1715)
- De tafelen Sinuum etc. (1723)
- Vernieuwde Nieropper Graedboeck (1725)
- Konst der Stuurlieden Manuscript Deel 1 (1730)
- Konst der Stuurlieden Manuscript Deel 2 (1730)
- Hoornse beknopte Bosschieterij (1742)
- Lykdicht Jan Albertsz van Dam, Cornelis Kloek Hoorn (1746), Universiteit van Amsterdam

### Almanache
- Enkhuyser almanak, Wed. C.Stichter Amsterdam (1711)
- Burger-waght almanak, Wed. C.Stichter Amsterdam (1711)
- Rotterdamse almanak, N. van Leeuwen Rotterdam (1718)
- Amsterdamse almanak, Wed. C.Stichter Amsterdam (1721)
- Zierikzeese almanak, P.van Braam Dordrecht (1728)
- Nieuwe Alkmaarder almanak, Jan van Beyeren Alkmaar (1739)
- Tergoeze almanak, P.van Braam Dordrecht (1745)